# Turnspit Dog
Als Turnspit Dog (englisch für „Drehspießhund“) wird ein Hundetyp bezeichnet, der speziell zum Drehen eines Bratenspießes mittels einer Tretmühle gezüchtet wurde. Andere Namen für den Turnspit Dog sind Kitchen Dog, Cooking Dog, Underdog, Vernepator und Küchenhund (deutsch). Im allerersten englischen Hundebuch von 1516 wird er unter dem Namen Turnespete geführt. In Carl von Linnés Klassifikation der Hunde aus dem 18. Jahrhundert ist der Turnspit Dog als Canis vertigus aufgeführt. Der Turnspit Dog ist heute ausgestorben, da er mit dem Aufkommen von handlichen Feder- und Elektromotoren als Küchenhilfe überflüssig wurde. Er genoss auch kein besonderes Prestige, sodass er nach Wegfall seiner Hauptaufgabe nicht weiter gezüchtet wurde. Einige Autoren betrachten den Turnspit Dog als einen Vorfahren des Glen of Imaal Terrier.

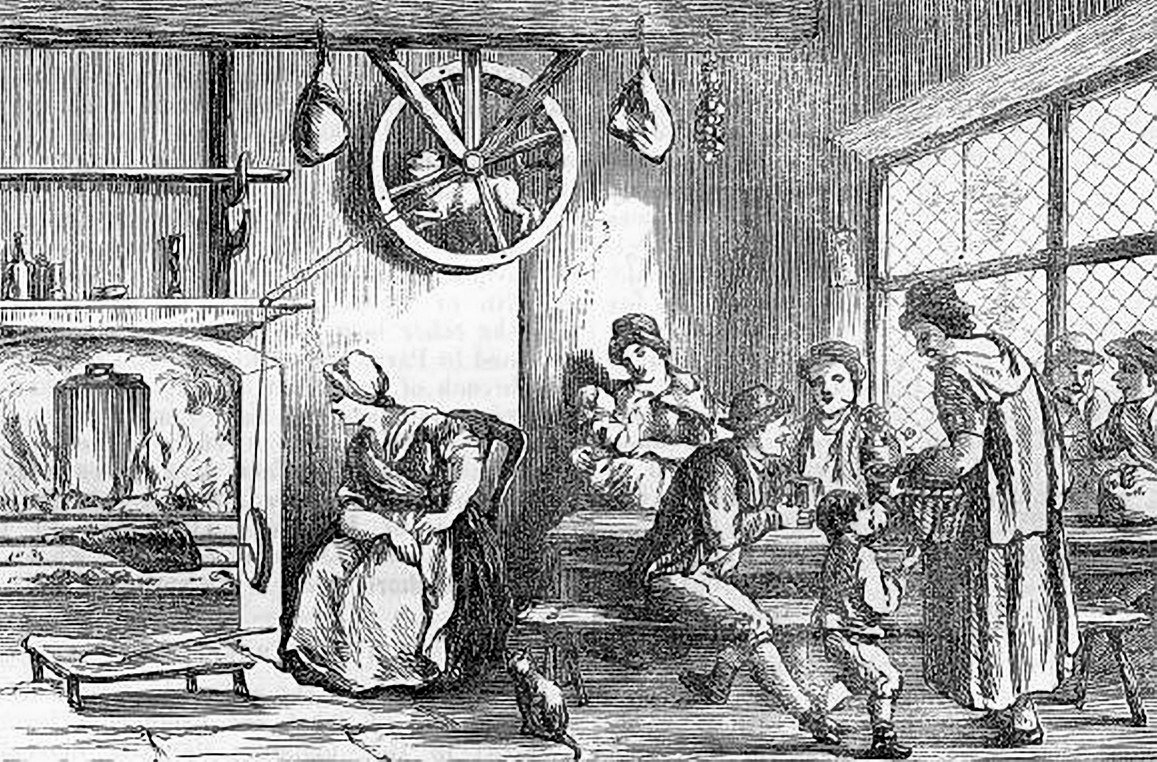
Englische Küche um 1800 mit Turnspit Dog (oben)

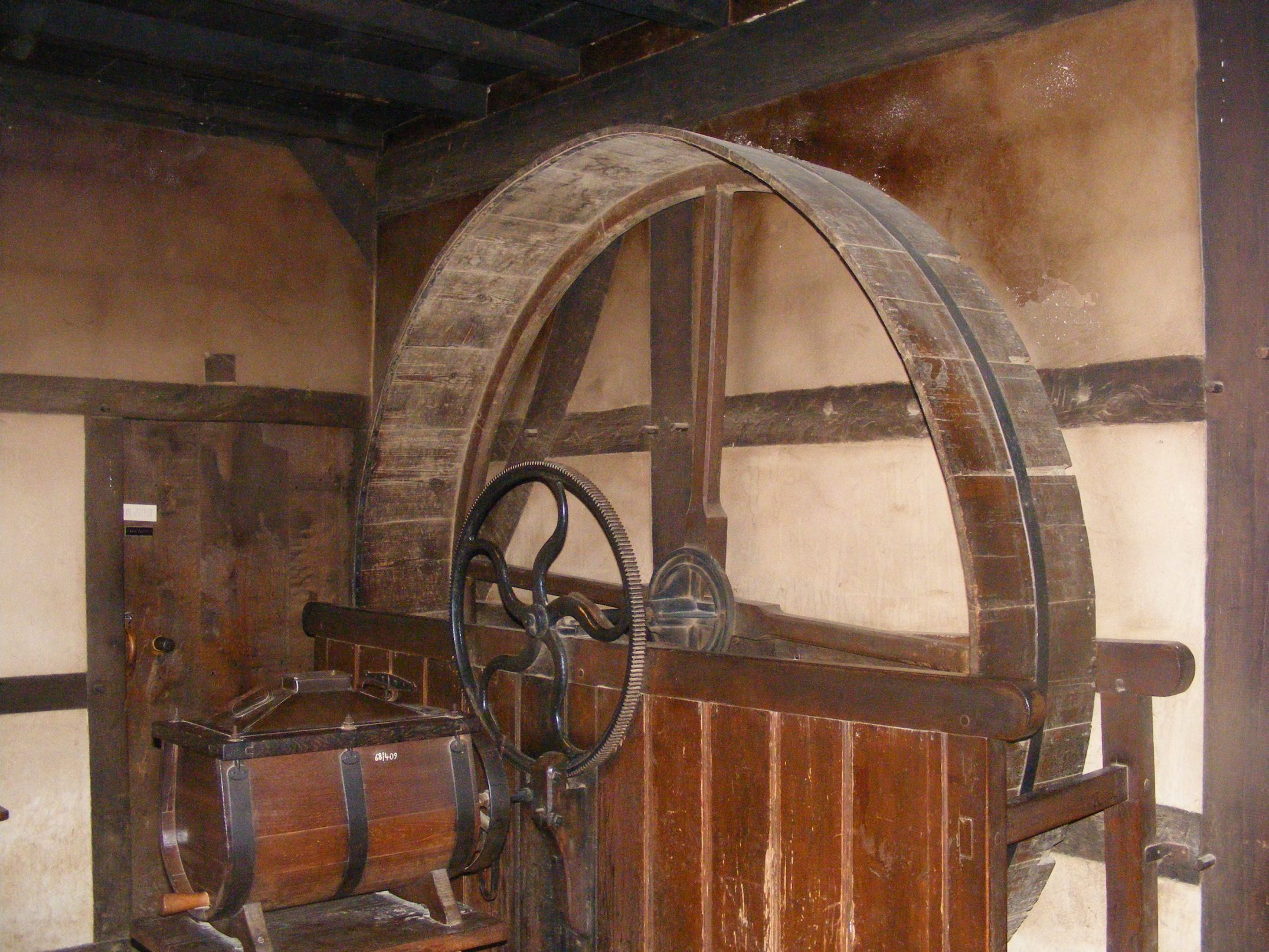
Hundelaufrad an einem Butterfass

Die Aufgabe des Turnspit Dog bestand darin, über eine Tretmühle den Bratenspieß über dem Feuer zu drehen, so dass das Kochgut gleichmäßig gegart wurde. Ein großer Familienbraten, der sich ständig am Spieß drehte, benötigte drei Stunden Garzeit. So ist erkennbar, dass deren Arbeit mühsam war. 
Da Großküchen in der Regel gleich mehrere Drehspieße unterhielten, hielten sie auch mehrere Hunde, die sich gegenseitig im Rad ablösen konnten und somit jeweils in Schichten arbeiteten. Die Hunde mussten für diese Arbeit sowohl mutig (um neben dem Feuer zu arbeiten) als auch gehorsam und loyal (um das Fleisch nicht selbst zu fressen) sein. 
Erhaltene Abbildungen von Turnspit Dogs erinnern im Aussehen an Corgis, zeigen allerdings Hunde mit Hängeohren. Aus den Abbildungen schließt man auf eine Schulterhöhe von 35 bis 40 cm bei einem Gewicht von 10 bis 15 kg. Of English Dogs (siehe Literaturliste) beschreibt die Hunde als „lang im Körperbau, krummbeinig und hässlich, mit misstrauischem, unglücklichem Blick“. Viele der erhaltenen Abbildungen zeigen die Hunde mit einer Blesse.